# Senna organensis
Senna organensis är en ärtväxtart som först beskrevs av Hermann August Theodor Harms, och fick sitt nu gällande namn av Howard Samuel Irwin och Rupert Charles Barneby. Senna organensis ingår i släktet sennor, och familjen ärtväxter.

## Underarter
Arten delas in i följande underarter:
- S. o. extratropica
- S. o. friburgensis
- S. o. heterandra
- S. o. organensis